# الأجلب (إب)
الاجلب هي إحدى قرى الجمهورية اليمنية. وهي تتبع جغرافيًا لمحافظة إب. وإداريًا لمديرية الرضمة. يبلغ تعداد سكانها 3864 نسمة حسب الإحصاء الذي أجري عام 2004.